# Epigeotrupes kuluensis
Epigeotrupes kuluensis är en skalbaggsart som beskrevs av Bates 1891. Epigeotrupes kuluensis ingår i släktet Epigeotrupes och familjen tordyvlar. Inga underarter finns listade i Catalogue of Life.